# Логи
Логи́ —  колишнє село в Україні, у Семенівському районі Чернігівської області. Орган місцевого самоврядування — Хотіївська сільська рада. 18 червня 2013 року тринадцята сесія Чернігівської обласної ради затвердила рішення про зняття з обліку села.